# Triptyque de Job
Le Triptyque de Job est un polyptyque du début du XVIe siècle attribué à l'atelier de Jérôme Bosch, appartenant à la paroisse de Hoeke et conservé au Musée Groeninge, à Bruges.

## Description
Le triptyque dispose encore de son cadre d'origine, dont les contours en « épines de chardon » s'apparentent à ceux d'autres polyptyques réalisés, pour la plupart, après 1515. Ouvert, il présente trois panneaux partageant le thème chrétien de la persévérance dans la foi malgré les souffrances qui mettent celle-ci à l'épreuve.

### Volet gauche:La Tentation de Saint Antoine
Mesurant 98,1 × 30,5 cm, le volet gauche représente La Tentation de saint Antoine. Abrité sous une sorte de feuille d'arbre disproportionnée, le saint est représenté à genoux, les mains jointes, priant face à une croix très simple posée sur un petit autel. Il ne prête attention ni aux petits démons, zoomorphes ou anthropomorphes, qui s'agitent autour de lui, ni à la séduisante figure féminine apparue derrière lui. Celle-ci était plus présente dans le dessin sous-jacent avant d'être partiellement dissimulée lors de l'achèvement du tableau.
Au loin, on voit une ville où une église est en proie aux flammes et aux attaques de démons volants.

### Volet droit:Saint Jérôme pénitent

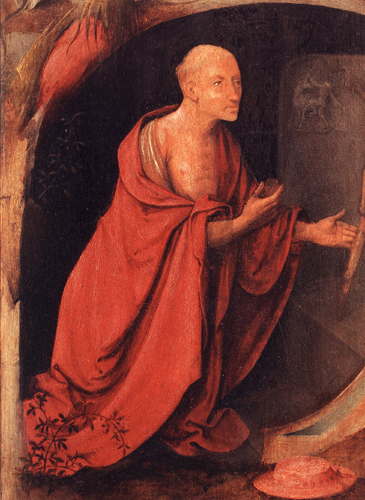
Détail du volet droit.

Mesurant 97,8 × 30,2 cm, le volet droit représente saint Jérôme pénitent. Identifiable à son galero et à son vêtement rouge de cardinal, le saint est à genoux devant un crucifix posé sur un ancien trône ou autel païen, tenant dans sa main droite la pierre avec laquelle il se mortifie. L'étrange grotte dans laquelle il s'est retiré est recouverte d'un amas singulier de végétaux, de ruines et de concrétions rocheuses.
Contrairement aux autres panneaux, celui-ci ne représente pas d'incendie en arrière-plan : la quiétude du lointain paysage verdoyant n'est troublée que par la présence à peine visible d'un lion, attribut du saint, en train de dévorer une proie. Par contre, les démons tentateurs sont également à l’œuvre autour de la grotte, sous la forme de reptiles et de petits animaux indéfinissables.
Les saints des volets latéraux tournent le dos au panneau central. Cette entorse à l'usage, qui a suscité toutes sortes de spéculations auprès des historiens de l'art, relève probablement d'un choix conscient destiné à souligner l'isolement des trois personnages principaux.

### Panneau central:Les Épreuves de Job

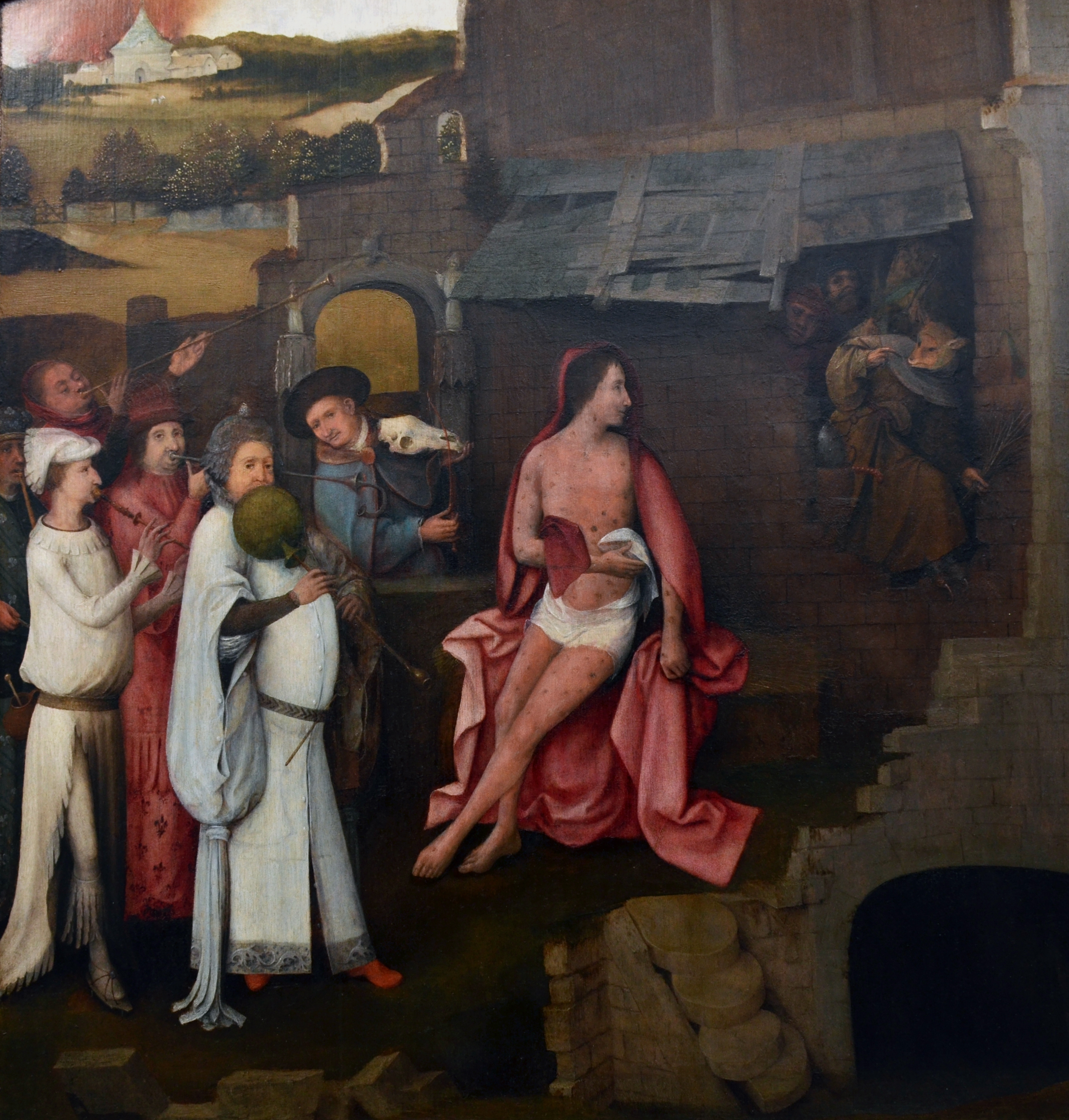
Détail du panneau central.

Le grand panneau central (98,3 × 72,1 cm) illustre Les Épreuves de Job, conformément au Livre de Job et aux traditions médiévales du Nord de l'Europe.
En arrière-plan, au delà d'une rivière bordée d'une haie d'arbres, une ferme opulente est ravagée par un incendie. Il s'agit de celle de Job, détruite par Satan avec l'autorisation de Dieu afin de mettre à l'épreuve la foi de cet homme connu pour sa piété (Job 1:16).
Job, qui a ainsi tout perdu, est assis sur la paille d'une sorte de mangeoire, dans les ruines d'un grand bâtiment. Presque nu, il ne porte qu'une cape rouge et une sorte de périzonium blanc qui évoquent l'iconographie de la Passion du Christ, épisode du Nouveau Testament annoncé par les épreuves infligées à Job selon le principe de la typologie biblique.
L'expression de Job est calme, ce qui démontre sa résignation et sa confiance en Dieu. Son corps est portant couvert de taches évoquant une sorte de lèpre : cet « ulcère malin » (Job 2:7) est une nouvelle épreuve infligée par Satan. Ce dernier surgit d'une brèche dans la muraille, sur la droite, suivi par d'autres personnages : s'agit-il d'une allusion aux trois amis venus voir le malheureux (Job 2:11) ?
Satan, dont le caractère diabolique est signalé par son pied griffu et par sa tête de renard, tient dans sa main gauche un faisceau de verges destiné à tourmenter davantage Job. De sa main droite, il esquisse un geste d'invitation (à subir son sort avec patience ou, au contraire, à céder en maudissant Dieu ?) à l'attention du pauvre homme, qui est retourné vers lui mais sans vraiment le regarder.
Au premier plan, à gauche, six musiciens jouent d'étranges instruments. Il y a notamment une sorte de violoneux faisant glisser son archet sur le crâne d'un cheval. La présence de cette étrange compagnie pourrait dériver des paroles de Job à propos des « méchants » qui négligent Dieu, « chantent au son du tambourin et de la harpe [et] se réjouissent au son du chalumeau » (Job 21:7-12).
Cependant, dans les traditions hagiographiques flamandes et néerlandaises de la fin du XVe siècle et du début du XVIe siècle, le rôle des musiciens n'est pas négatif : ils sont au contraire appliqués à consoler Job, qui les récompense en leur donnant les croûtes de ses blessures, qui se changent en pièces d'or (détail toutefois non visible sur ce triptyque). À Anvers, la corporation des musiciens instrumentistes, qui avait sa chapelle en l'église Saint-Jacques, était d'ailleurs placée sous le patronage de Saint Job et de Sainte Marie-Madeleine.
Cette iconographie est attestée à l'époque de Bosch et dans sa ville, Bois-le-Duc, où le « monogrammiste bos au couteau » (Michiel van Gemert ?), actif dans le premier quart du XVIe siècle, en a tiré le sujet d'une gravure.

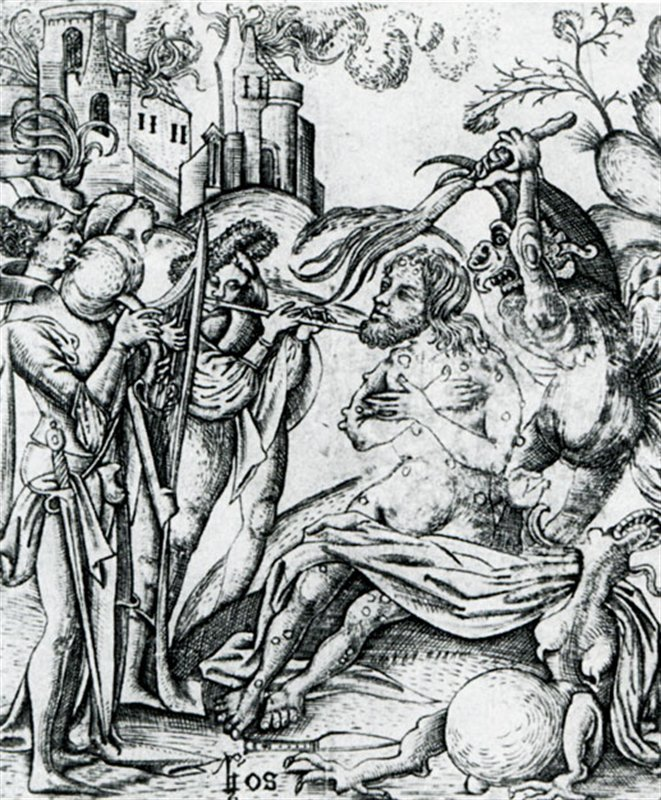
Michiel van Gemert (?), Job consolé par les musiciens.

### Triptyque fermé: écus de commanditaires
Le revers des volets latéraux, qui présente deux paires de blasons sur un fond imitant le marbre, a été peint dans une phase nettement postérieure à l'achèvement du triptyque. Il était en effet originellement recouvert d'une couche unie de peinture noire.
Chacune de ces paires d'armoiries correspond à un couple, avec un écu contourné pour le mari et un écu en losange pour la femme.
À gauche, on voit les armes de Pieter van der Voirt († 1477) et de son épouse Maria Smaechs (ou Maes). Van der Voirt (ou Van der Voorde) a été receveur puis échevin de la ville d'Anvers.
À droite, il s'agit des armes de Diego de Haro († vers 1520), marchand espagnol établi à Anvers, et de Johanna Pijnappel († vers 1545). Marié avant 1506, le couple possédait des biens à Bois-le-Duc, ville natale de Johanna mais aussi de Jérôme Bosch. Ce dernier y a d'ailleurs côtoyé De Haro au sein de l'Illustre Confrérie de Notre-Dame
. Il est donc probable que Diego ou Johanna aient acquis le triptyque directement auprès de l'atelier du maître. Les blasons ont dû être rajoutés à titre commémoratif, probablement à la mort de Diego, vers 1520.
D'un premier mariage avec Jacob van Driel, Johanna avait eu une fille, Christina, qui est devenue la seconde épouse de l'échevin Jacob van der Voirt († vers 1520), fils de Pieter, ce qui explique cette association héraldique et constitue peut-être un indice quant au lieu d'origine du triptyque, Pieter van der Voirt ayant été inhumé dans l'église anversoise des Dominicains.
Il est également à noter que la forme contournée des écus masculins s'observe notamment sur une pierre tombale de 1515 visible dans l'église Saint-Jacques d'Anvers, où les membres de la corporation des musiciens adressaient des prières à Job, leur saint patron.

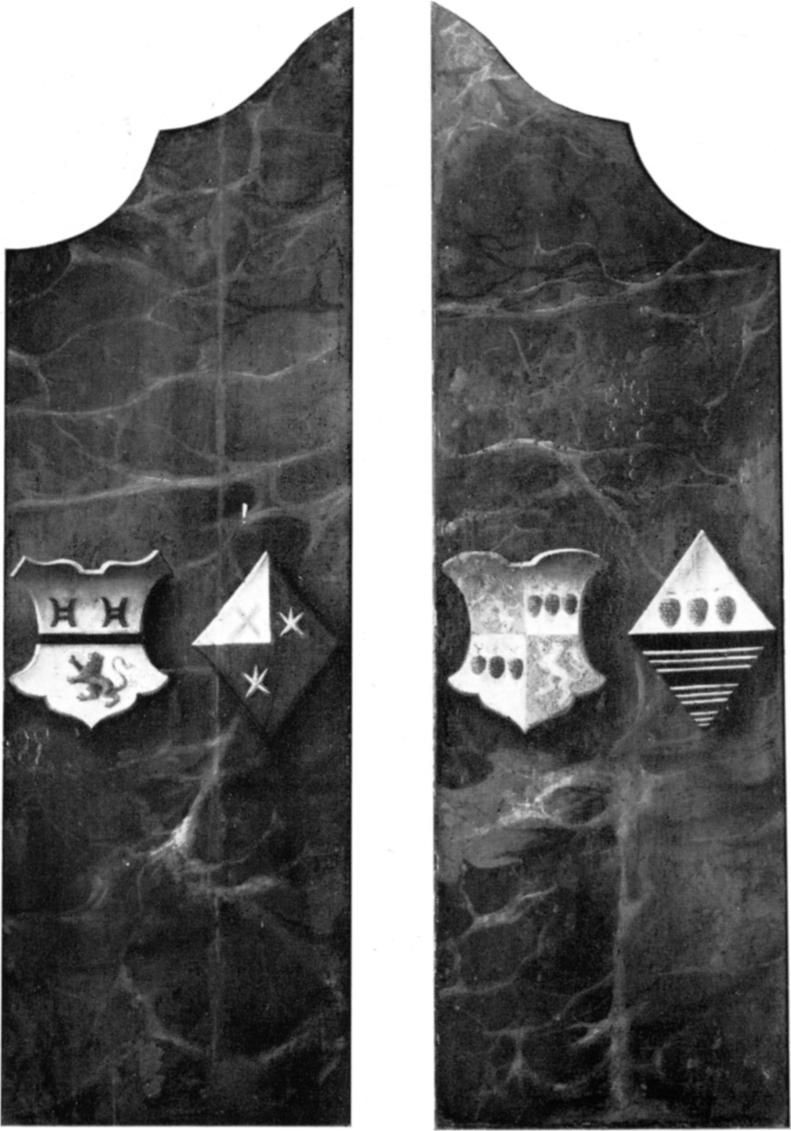
Triptyque fermé (photographie en noir et blanc).
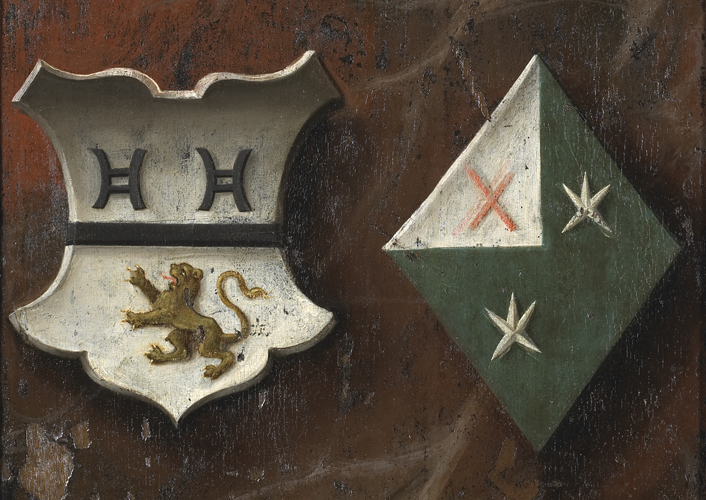
Armes des familles Van der Voirt et Smaechs.
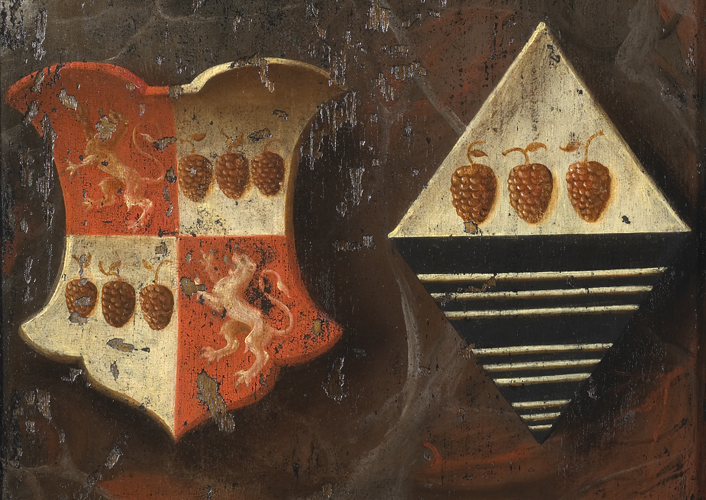
Armes des familles De Haro et Pijnappel.

## Emprunts aux œuvres du maître
Le Triptyque de Job est un véritable centon pictural car il contient de nombreux détails qui semblent directement empruntés à plusieurs œuvres connues de Jérôme Bosch, notamment :
- Saint Jérôme en prière (vers 1485-1495) : la grotte de saint Jérôme est presque exactement la même que celle du volet droit du triptyque[9], tandis que le fruit creux flottant sur l'eau, au premier plan à gauche, est visible au même endroit sur le volet gauche avec saint Antoine. Le motif miniature de l'homme chevauchant un cheval blanc tourné vers la droite (à l'orée de la forêt, à gauche du village) est repérable dans le paysage du panneau central du Triptyque de Job ainsi que dans le Saint Christophe de Rotterdam (1490-1500)[5] ;
- Volet gauche de L'Adoration des mages (vers 1490-1500) : l'architecture de la ruine est presque identique à celle du panneau de Job[5] ;
- Panneau central du Triptyque des ermites (vers 1495-1505) : la figure de saint Jérôme ainsi que le « trône » sur lequel est posé le crucifix, avec son bas-relief d'un homme saisissant la corne d'une licorne, sont reproduits assez littéralement sur le volet droit du retable de Bruges, tandis que l'entrée voûtée d'un souterrain ainsi que la colonne brisée en plusieurs tronçons ont été repris sur le panneau avec Job[9].

Il est également envisageable que le thème central ainsi que certains éléments originaux, qui paraissent propres au triptyque de Bruges, soient tirés d'un original de Bosch aujourd'hui perdu.

## Historique
Le polyptyque a rejoint le mobilier de l'église Saint-Jacques-le-Majeur de Hoeke à une date inconnue, entre la fin de la crise iconoclaste des années 1566-1578 - qui a touché aussi durement l'église des Dominicains d'Anvers que l'église de Hoeke - et le 13 mai 1858, date à laquelle il est mentionné pour la première fois dans un inventaire.
En 1931, le conseil de fabrique de la paroisse décide de le prêter de manière permanente à la ville de Bruges.
Désormais conservé et exposé au Musée Groeninge, il a été restauré entre 2002 et 2005. En juin 2012, il a fait l'objet d'une expertise complète du BRCP.

## Attribution et datation
Avant son entrée au musée de Bruges, le triptyque a longtemps été négligé. Certains auteurs l'attribuaient à l'école de Bruges tandis que William Henry James Weale, en 1912, l'a associé à Jan Provoost et aux suiveurs de celui-ci.
En 1937, Friedländer y voit un authentique Bosch lourdement restauré tandis que Tolnay le considère plutôt comme la copie d'un original perdu.
L'analyse dendrochronolgique a établi que le triptyque a pu être peint après 1506, et plus vraisemblablement à partir de 1508-1510, donc du vivant de Bosch (mort en 1516). Cependant, la qualité générale, inférieure à celle des panneaux de Bosch reconnus comme autographes, conduit la plupart des historiens de l'art actuels à y voir une œuvre réalisée par l'atelier, peut-être sous la direction du maître, au cours de la seconde décennie du XVIe siècle : vers 1510-1515 pour Borchert, vers 1510-1520 pour l'équipe du BRCP, qui souligne les similitudes stylistiques et techniques avec Les Panneaux du Déluge, et vers 1515-1520 pour Elsig.
Ce dernier, qui y voit la même main que dans les triptyques de Banbury et d'Anderlecht, émet l'hypothèse d'une attribution à Johannes van Aken (vers 1470-1537), neveu de Bosch et probable chef de l'atelier familial après 1516.
Dans tous les cas, l'abondance des motifs empruntés à d'autres œuvres de Bosch montre que les auteurs du triptyque ont eu un accès assez direct aux travaux du maître, probablement grâce aux riccordi qui devaient être utilisés dans l'atelier de Bois-le-Duc,. Les repentirs par rapport au dessin sous-jacent, observés grâce à la Réflectographie infrarouge, démontrent quant à eux qu'il ne s'agit en aucun cas de la copie servile d'un modèle.

## Dérivations
Un document de 1571 indique que l'humaniste portugais Damião de Góis aurait offert au cardinal Giovanni Ricci de Montepulciano, nonce apostolique à Lisbonne (en) en 1545, trois peintures de Bosch, dont une « Tentation de Job », qu'il avait probablement acquises lors de ses différentes missions à Anvers et dans plusieurs villes des Pays-Bas des Habsbourg entre 1523 et 1545. Cela prouve que ce thème biblique a été traité par Bosch, son atelier ou l'un de ses suiveurs les plus précoces, dès les premières décennies du XVIe siècle.
Des suiveurs plus tardifs de Bosch, particulièrement prolifiques à Anvers entre les années 1550 et 1570, se sont basés sur le Triptyque de Job ou sur une autre version de sa partie centrale pour en créer plusieurs dérivations, incluant la femme de Job. Ils en ont exacerbé l'aspect fantastique de manière assez caricaturale, dans le goût des « diableries » boschiennes et de l'imagerie grotesque de la peinture de genre en vogue du temps de Brueghel l'Ancien et de Pieter van der Heyden. Attribuées, selon les auteurs, à Jan Mandyn, Pieter Huys ou à d'autres suiveurs de Bosch, ces œuvres sont pour la plupart datées, sans certitude, autour de 1550.

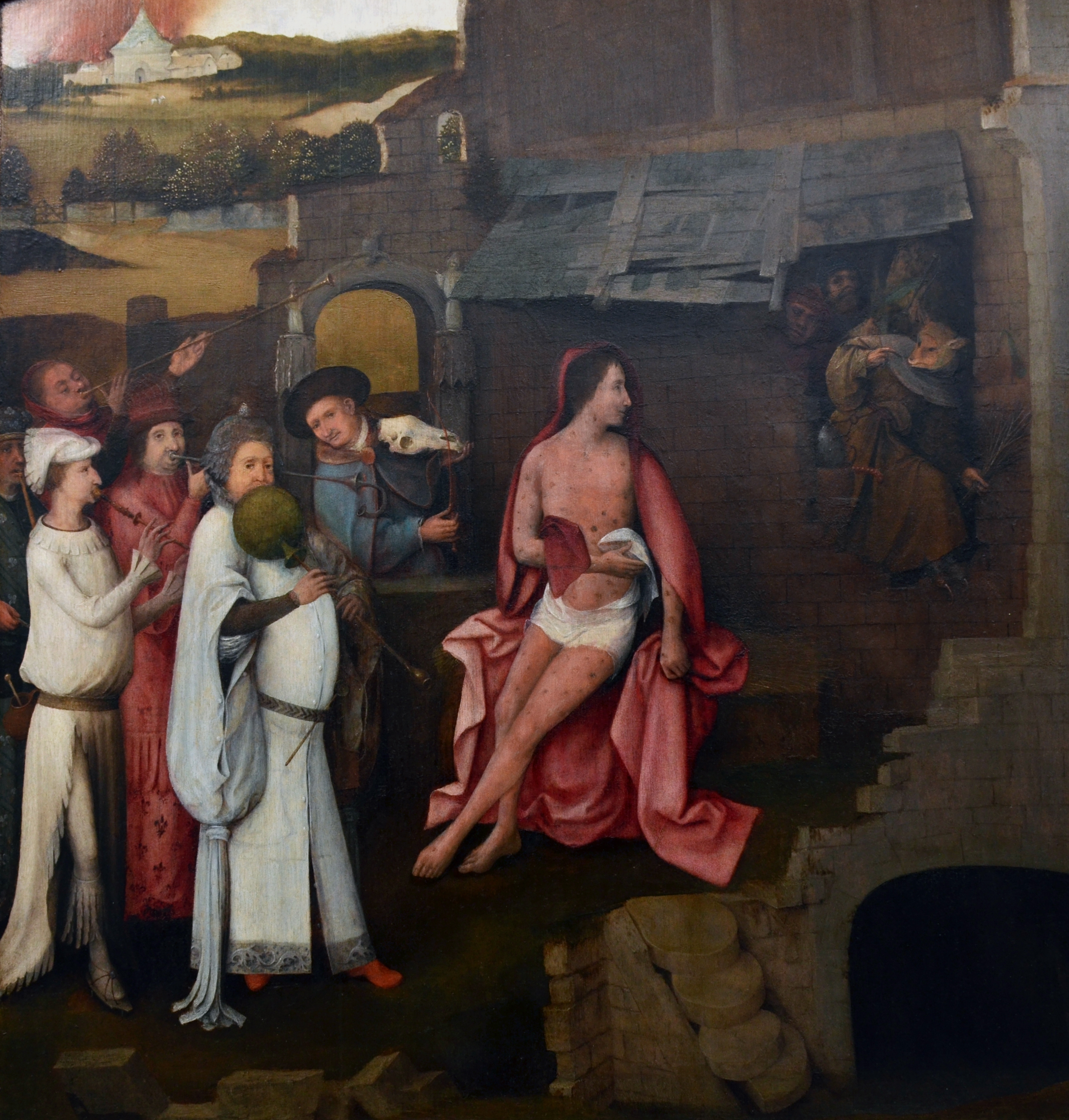
Détail du Triptyque de Job.
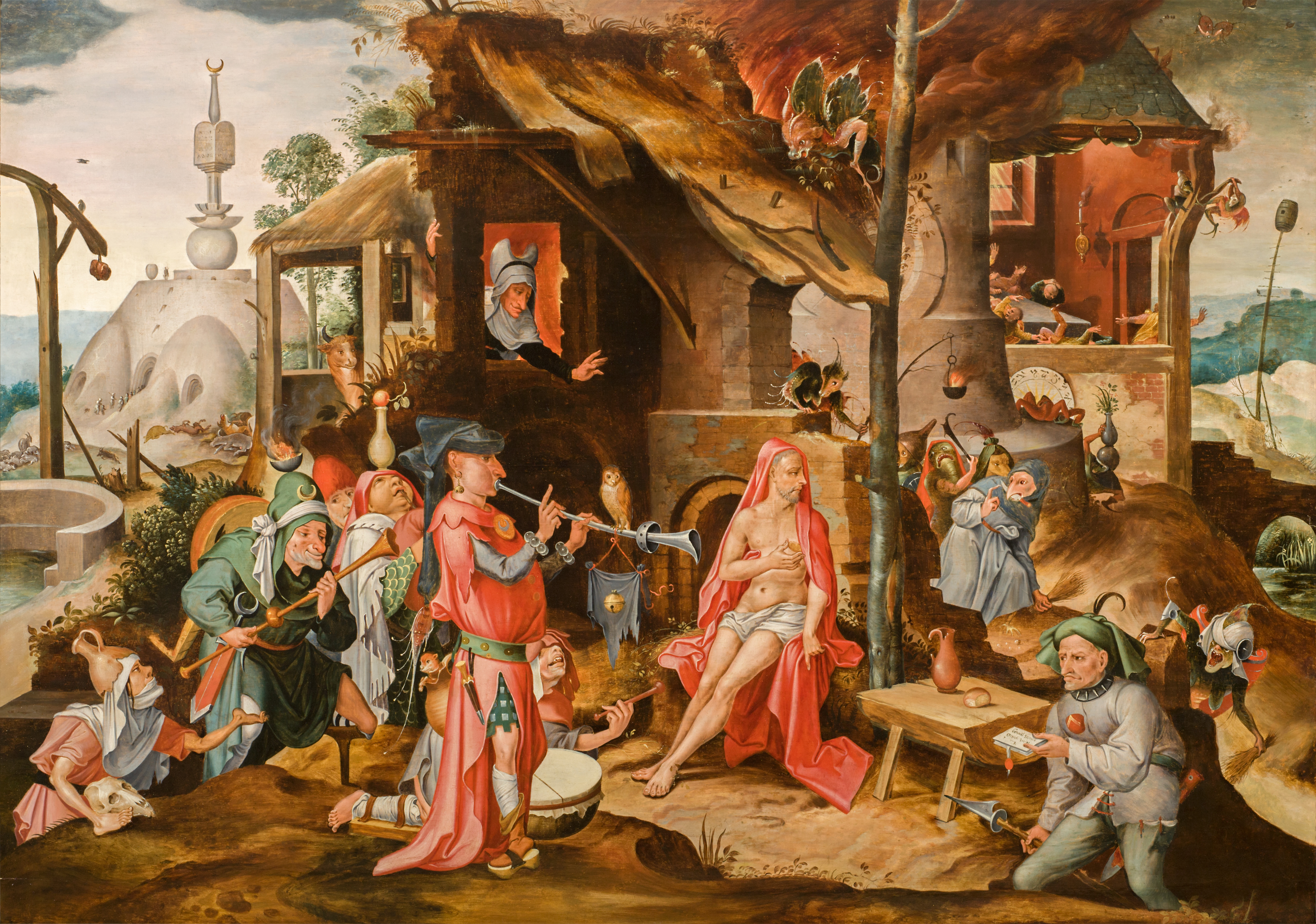
Les Épreuves de Job, version de la galerie Hoogsteder & Hoogsteder, La Haye.
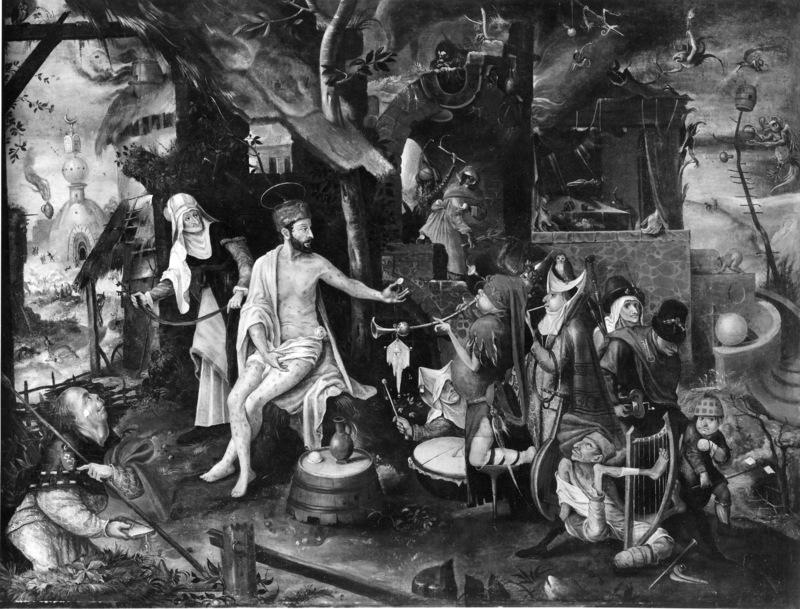
Version de la collection De Coninck, Diegem.
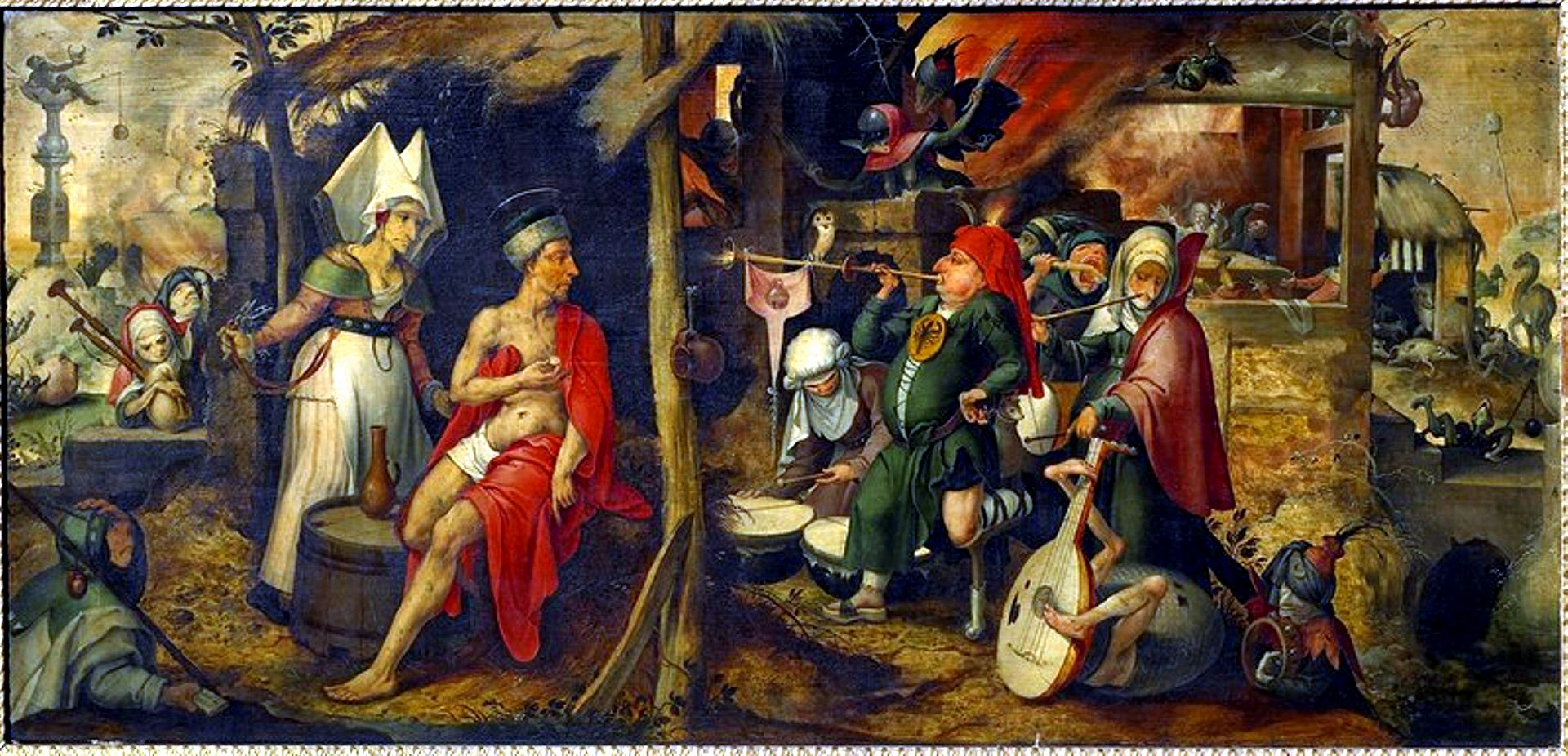
Version du musée de la Chartreuse de Douai.